# Džoni Mičel
Džoni Mičel, CC (engl. Joni Mitchell, rođena kao Roberta Joan Anderson; 7. novembar 1943) kanadska je muzičarka, kantautorka i slikarka.
Mičel se pevanjem počela baviti u noćnim klubovima rodone Zapadne Kanade, a potom bila svirala i pevala na ulicama Toronta. Sredinom 1960-ih je otišla u Njujork kako bi se pridružila tamošnjoj folk sceni te snimila debitantski album godine 1968. istovremeno stekavši slavu i kao spisateljka pesama („Urge for Going”, „Chelsea Morning”, „Both Sides Now”, „”) i kao pevačica. Nakon što se nastanila u Južnoj Kaliforniji, Mičel je igrala ključnu ulogu u folk rok pokretu koji je tada dominirao muzičkom scenom. , njen album iz 1971. godine temeljen na ličnim iskustvima, smatra se jednom od najupečatljivijih i najuticajnijih ploča svih vremena. Mičel je isto tako imala pop hitove kao „Big Yellow Taxi”, „Free Man in Paris” i „”, poslednja dva s uspešnog albuma Court and Spark iz 1974. godine.
Mičelin sopran, osobeni harmonični stil sviranja gitare i klavirski aranžmani su postajali sve složeniji 1970-ih te je došla pod uticaj džeza, mešajući ga s popom, folkom i rokom na eksperimentalnim albumima kao što je  iz 1976. Blisko je sarađivala sa džez velikanima kao što su Pet Metini, Vejn Šorter, Džako Pastorius, Herbi Henkok, te na posthumno izdanoj ploči Čarlsa Mingusa iz 1979. Tokom 1980-ih Mičel se manje orijentisala na snimanje i izvođenje muzike, ali se više okrenula prema popu, često koristeći sintesajzere, kao i eksplicitno politički sadržaj pesama, u kojima je izražavala protest zbog društvenih i ekoloških problema.
Mičel je izuzetno cenjena i od kritičara i od kolega. Časopis  ju je nazvao „jednom od najvećih autorki pesama ikad”, dok Allmusic za nju tvrdi „Kada se prašina slegne, Džoni Mičel može ostati kao najvažnija i najuticajnija muzičarka kraja 20. veka.” Pred kraj veka, Mičel je imala izuzetan uticaj na muzičare različitih žanrova - od  preko alternativnog roka do džeza. Mičel je isto tako likovna umetnica. Ilustrovala je svoje albume, a 2000. godine sebe opisala kao „slikarku izbačenu iz koloseka okolnostima”. Mičel je poznata i kao izuzetno oštra kritičarka muzičke industrije, te je prestala da snima albume poslednjih nekoliko godina kako bi se posvetila slikanju. Godine 2007. je izdala , prvi album nakon devet godina.

## Život i karijera

### 1943–1963: Rani život i obrazovanje
Mičel je rođena kao Roberta Džoan Anderson 7. novembra 1943. u Fort Makleodu, Alberta, Kanada, kao ćerka Mirtle Margarite (devojački Maki) i Vilijama Endrua Andersona. Preci njene majke su bili Škoti i Irci; njen otac je bio iz norveške porodice koja je verovatno imala delom Samsko poreklo. Njena majka je bila učiteljica, dok je njen otac bio poručnik Kraljevskog vazduhoplovstva Kanade koji je davao uputstva novim pilotima u bayi RCAF Fort Makleod. Kasnije se preselila sa roditeljima u razne baze u zapadnoj Kanadi. Nakon završetka Drugog svetskog rata, njen otac je radio kao prodavac, a njena porodica se preselila u Saskačevan, živeći u Mejdstonu i Severnom Batlfordu. Kasnije je pevala o svom odrastanju u malom gradu u nekoliko svojih pesama, uključujući „Song for Sharon“.
Mičel je obolela od dečije paralize sa devet godina i bila je hospitalizovan nedeljama. Te godine je takođe počela da puši, ali poriče da je pušenje uticalo na njen glas.
Preselila se sa porodicom u grad Saskatun, koji smatra svojim rodnim gradom, sa 11 godina. Mičel je imala poteškoća u školi; njeno glavno interesovanje bilo je slikarstvo. Za to vreme je kratko studirala klasični klavir. Usredsredila se na svoj kreativni talenat i po prvi put razmišljala o pevačkoj ili plesnoj karijeri. Jedan nekonvencionalni učitelj, Artur Kracman, izvršio je uticaj na nju, stimulišući je da piše poeziju; njen prvi album uključuje posvetu njemu. Napustila je školu u 12. razredu (kasnije je nastavila sa učenjem) i družila se u centru grada sa bučnim setom sve dok nije odlučila da se previše približava svetu kriminala.

## Literatura
- Monk, Katherine (2012). Joni: The Creative Odyssey of Joni Mitchell. Greystone Books. стр. 1. ISBN 978-1-55365-838-2.
- Whitesell, Lloyd (2008). The Music of Joni Mitchell. Oxford Univ. Press. стр. 1. ISBN 978-0-19-530757-3.
- Mercer, Michelle (07. 4. 2009). Will You Take Me As I Am: Joni Mitchell's Blue Period. Free Press. ISBN 978-1-4165-5929-0.
- Smith, Larry David (01. 1. 2004). Elvis Costello, Joni Mitchell, and the Torch Song Tradition. Greenwood Publishing Group. ISBN 978-0-275-97392-6.
- Weller, Sheila (08. 4. 2008). Girls Like Us: Carole King, Joni Mitchell, Carly Simon—And the Journey of a Generation. Simon and Schuster. ISBN 978-0-7434-9147-1.
- Yaffe, David (2017). Reckless Daughter: A Portrait of Joni Mitchell. Farrar, Straus and Giroux. ISBN 978-0-374-71560-1.

## Spoljašnje veze
- Joni Mitchell na sajtu  (jezik: engleski)
- Džoni Mičel na veb-sajtu  (језик: енглески)
- Joni Mitchell на веб-сајту  (језик: енглески)